# Pat Hingle
Martin Patterson Hingle, conegut com a Pat Hingle   (Denver, 19 de juliol de 1924 - Carolina Beach, 3 de gener de 2009) fou un actor estatunidenc que va aparèixer en centenars de programes de televisió i llargmetratges. La seva primera pel·lícula va ser On the Waterfront (La llei del silenci), de l'any 1954. Sovint va interpretar personatges que representaven l'autoritat. Hingle fou un amic íntim de Clint Eastwood i va aparèixer a les pel·lícules d'Eastwood Hang 'em High (Pengem-los ben amunt), The Gauntlet (Ruta suïcida) i Sudden Impact (Impacte sobtat). També va interpretar a Jim Gordon a la franquícia de pel·lícules Batman de 1989 a 1997.

## Infància, formació i exèrcit
Hingle va néixer a Miami, Florida, segons algunes fonts, o a Denver, Colorado, segons d'altres, fill de Marvin Louise (nascuda Patterson), mestre d'escola i músic, i de Clarence Martin Hingle, un contractista d'obres. Va assistir a la Weslaco High School, on va tocar la tuba a la banda. Hingle es va allistar a la Marina dels Estats Units d'Amèrica el desembre de 1941, abandonant la Universitat de Texas. Va servir al destructor USS Marshall durant la Segona Guerra Mundial. Va tornar a la Universitat de Texas després de la guerra i va obtenir una llicenciatura en radiodifusió el 1949. Com a reservista de la Marina, va ser cridat al servei durant la Guerra de Corea i va servir al destructor d'escorta USS Damato.

## Carrera
Hingle va començar a actuar com actor a la universitat i, després de graduar-se, es va traslladar a Nova York, estudiant al HB Studio i a l'American Theatre Wing. El 1952 es va convertir en membre de l'Actors Studio. Això va conduir al seu primer espectacle a Broadway, l'obra End as a Man.
A Broadway, Hingle va crear el paper de Gooper a la producció original de Broadway de Cat on a Hot Tin Roof (La gata sobre la teulada de zinc, 1955) de Tennessee Williams. Va interpretar el paper principal a la premiada obra de Broadway J.B. (1958) d'Archibald MacLeish. Va aparèixer a la producció de l'Actors Studio de 1963 Strange Interlude, dirigida per José Quintero, i a That Championship Season (1972). Va obtenir una nominació al premi Tony per la seva actuació a Dark at the Top of the Stairs (1957). El 1997, va interpretar Benjamin Franklin al Roundabout Theatre, una revisió musical de l'obra 1776, amb Brent Spiner i Gregg Edelman.
El primer paper de Hingle al cinema va ser un paper no acreditat com a bàrman Jock a On the Waterfront (1954). Més tard en la seva carrera, va ser conegut per interpretar jutges, agents de policia i altres figures d'autoritat. Va ser una estrella convidada al primer drama legal de la NBC, Justice, basat en els casos històrics de la Legal Aid Society de Nova York, que es va emetre a la dècada del 1950.
Un altre paper notable va ser el de pare del personatge de Warren Beatty a Splendor in the Grass (Esplendor a l'herba, 1961). Hingle va ser àmpliament conegut per interpretar el pare del personatge principal de Sally Field en Norma Rae (1979). També va interpretar el director del coronel Tom Parker a la pel·lícula de televisió Elvis (1979) de John Carpenter.
Hingle va interpretar al comissari Gordon a la pel·lícula Batman de 1989 i les seves tres seqüeles. És un dels dos únics actors que apareixen a les quatre pel·lícules de Batman de 1989 a 1997; l'altre és Michael Gough.
El novembre de 2007, va crear la institució Pat Hingle Guest Artist Endowment per permetre als estudiants treballar amb actors professionals visitants de la Universitat de Carolina del Nord, a Wilmington.

## Vida personal
Hingle es va casar amb Alyce Faye Dorsey el 3 de juny de 1947. Van tenir tres fills. La parella es va divorciar més tard i Hingle es casar el 1979 amb Julia Wright. Ell i la seva segona dona van tenir dos fills.

## Accident
El 1959, mentre interpretava l'obra J.B. a Broadway, a Hingle se li va oferir el paper principal de la pel·lícula de 1960 Elmer Gantry, però el va perdre davant Burt Lancaster perquè Hingle havia patit un accident gairebé mortal. Va quedar atrapat a l'ascensor del seu edifici d'apartaments de la West End Avenue de Manhattan quan aquest es va aturar entre el segon i el tercer pis. Va poder sortir de la cabina i va intentar arribar al passadís del segon pis, però va perdre l'equilibri i va caure 16 m pel forat de l'ascensor. Es va fracturar el crani, el canell, el maluc, la majoria de les costelles del costat esquerre i la cama esquerra en tres llocs, perdent a més el dit petit de la mà esquerra. Va estar a prop de la mort durant dues setmanes i la seva recuperació va trigar més d'un any.

## Mort
Hingle va morir a casa seva a Carolina Beach, Carolina del Nord, de mielodisplàsia el 3 de gener de 2009. Li havien diagnosticat la malaltia el novembre del 2008. Va ser incinerat i les seves cendres es van escampar a l'oceà Atlàntic.

## Filmografia

### Com actor
- 1954: La llei del silenci (On the Waterfront): Jocko, bartender
- 1957: The Strange One: Cadet Harold 'Harry' Koble
- 1957: No Down Payment: Herman Kreitzer
- 1961: Esplendor a l'herba (Splendor in the Grass): Ace Stamper
- 1963: The Ugly American: Homer Atkins
- 1963: All the Way Home: Ralph Follet
- 1964: Invitació a un pistoler (Invitation to a Gunfighter): Sam Brewster
- 1964: Carol for Another Christmas (TV): Ghost of Christmas Present
- 1966: Nevada Smith: Big Foot
- 1966: The Glass Menagerie (TV): Jim O'Connor
- 1967: The Invaders, episodi 28, The Prophet (sèrie TV): Germà Avery
- 1968: Sol Madrid: Harry Mitchell
- 1968: Jigsaw: Lew Haley
- 1968: Pengem-los ben amunt (Hang 'Em High): Jutge Adam Fenton
- 1968: Certain Honorable Men (TV)
- 1969: The Ballad of Andy Crocker (TV): Earl Crocker
- 1970: A Clear and Present Danger (TV): Salem Chase
- 1970: Maleïda mare (Bloody Mama): Sam Adams Pendlebury
- 1970: WUSA: Bingamon
- 1970: Norwood: Grady Fring
- 1971: The City (TV): Ira Groom
- 1971: Sweet, Sweet Rachel (TV): Arthur Piper
- 1971: All the Way Home (TV): Ralph Follet
- 1971: If Tomorrow Comes (TV): Xèrif
- 1972: Diagnòstic: assassinat (The Carey Treatment): capità Pearson
- 1973: Nightmare Honeymoon: Mr. Binghamton
- 1973: Trouble Comes to Town (TV): Cecil Tabor
- 1973: One Little Indian: capità Stewart
- 1973: Running Wild: Quentin Hogue
- 1973: Happy com the Grass Was Green: Eli
- 1974: The Super Cops: Novick
- 1974: The Last Angry Man (TV): Dr. Sam Abelman
- 1976: Independence: John Adams
- 1976: The Secret Life of John Chapman (TV): Gus Reed
- 1977: Escape from Bogen County (TV): Jutge Henry Martin
- 1977: Sunshine Christmas (TV): Joe Hayden
- 1977: Ruta suïcida (The Gauntlet): Josephson
- 1977: Tarantulas: The Deadly Cargo (TV): Doc Hodgins
- 1979: Stone (TV): Diputat Gene Paulton
- 1979: Elvis (TV): Coronel Tom Parker
- 1979: When You Comin' Back, Red Ryder?: Lyle Striker
- 1979: Norma Rae: Vernon
- 1979: When Hell Was in Session (TV)
- 1979: Disaster on the Coastliner (TV): John Marsh
- 1980: Running Scared: Sergent McClain
- 1980: Wild Times (TV): Robert W. 'Bob' Halburton
- 1980: Off the Minnesota Strip (TV)
- 1980: Stone (sèrie TV): Cap Paulton
- 1981: The Private History of a Campaign That Failed (TV): Coronel Ralls
- 1981: Of Mice and Men (TV): Jackson
- 1982: Washington Mistress (TV): Senador Ross Clayton
- 1982: Bus Stop (TV): Dr. Gerald Lyman
- 1983: The Fighter (TV): Henry Banks
- 1983: Going Berserk: Ed Reese
- 1983: Running Brave: Bill Easton
- 1983: Impacte sobtat (Sudden Impact): Cap Lester Jannings
- 1984: The Act: Frank Boda
- 1985: Noon Wine (TV): Homer T. Hatch
- 1985: El joc del falcó (The Falcon and the Snowman): Mr. Boyce
- 1985: The Lady from Yesterday (TV): Jim Bartlett
- 1985: Brewster's Millions: Edward Roundfield
- 1985: The Rape of Richard Beck (TV): Chappy Beck
- 1986: Casebusters (TV): Sam Donahue
- 1986: Maximum Overdrive: Hendershot
- 1986: Gringo mojado: Oscar Milstone
- 1986: Manhunt for Claude Dallas:(TV): George Nielsen
- 1987: LBJ: The Early Years (TV): Sam Rayburn
- 1987: Kojak: The Price of Justice (TV): George
- 1987: Baby Boom: Hughes Larabee
- 1988: Stranger on My Land (TV): Judge Munson
- 1988: The Town Bully (TV): Charlie King
- 1988: Blue Skies (sèrie TV): Henry Cobb
- 1988: War and Remembrance (fulletó TV): Adm. William F. 'Bull' Halsey
- 1988: The Land Before Time: Narrador/a / Rooter (veu)
- 1989: Everybody's Baby: The Rescue of Jessica McClure (TV): Roberts
- 1989: Batman: Comissari Gordon
- 1990: The Kennedys of Massachusetts (fulletó TV): P.J. Kennedy
- 1990: Beanpole (TV): Joe
- 1990: Els estafadors (The Grifters): Bobo Justus
- 1991: Not of This World (TV): Doc Avery
- 1992: Gunsmoke: To the Last Man (TV): Coronel Tucker
- 1992: El retorn de Batman (Batman Returns): Comissari James T. Gordon
- 1992: Ciutadà Cohn (Citizen Cohn) (TV): J. Edgar Hoover
- 1992: The Habitation of Dragons (TV): Virgil Tolliver
- 1993: Simple Justice (TV): Earl Warren
- 1994: Lightning Jack: Marshal Dan Kurtz
- 1994: Against Her Will: The Carrie Buck Story (TV): Arthur Kent
- 1994: One Christmas (TV): conductor d'autobús
- 1995: Ràpida i mortal (The Quick and the Dead): Horace
- 1995: Batman Forever: Comissari James Gordon
- 1995: Truman (TV): Boss Tom Pendergast
- 1996: Un elefant anomenat Vera (Larger than Life): Vernon
- 1996: Bastard Out of Carolina: Mr. Waddell
- 1997: terror Story: Jutge Caldwell
- 1997: The Member of the Wedding (TV): Oficial Wylie
- 1997: The Shining (telesèrie): Pete Watson
- 1997: Batman i Robin (Batman & Robin): Comissari Gordon
- 1997: Heretaràs la terra (A Thousand Acres): Harold Clark
- 1999: The Hunter's Moon: Jutge Tully
- 2000: Morning: Major Sonny
- 2000: Shaft: El retorn (Shaft): Honorable Dennis Bradford
- 2000: The Runaway (TV): Avery
- 2001: The Greatest Adventure of My Life: Gen. J.T. Boone
- 2001: Road to Redemption: Avi Nathan Tucker
- 2002: The Court (sèrie TV): Townsend
- 2002: The Angel Doll: Noah Roudabush
- 2005: A Tale About Bootlegging: Narrador/a
- 2005: Dirt Nap: Mark's Dad

### Com productor
- 1973: Running Wild
- 2002: The Angel Doll